# Hendrietta Bogopane-Zulu
Hendrietta Ipeleng Bogopane-Zulu, née le 11 mars 1971 est une femme politique et militante sud-africaine. Depuis le 26 mai 2014, elle occupe le poste de vice-ministre du Développement social. Elle siège à l’Assemblée nationale de 1999 à 2019 en tant que représentante du Congrès national africain (ANC).
Née aveugle, Bogopane-Zulu milite pour les droits des personnes handicapées. Avant d’occuper son poste actuel, elle exerce les fonctions de vice-ministre de la Femme, de l'Enfance et des Personnes handicapées de 2011 à 2014, ainsi que de vice-ministre des Travaux publics de 2009 à 2011. Son mandat au sein de ce dernier ministère coïncide avec l’affaire dite «Nkandlagate», dans le cadre de laquelle elle a été impliquée dans diverses enquêtes.

## Jeunesse et activisme
Née le 11 mars 1971, Hendrietta Bogopane-Zulu grandit dans la région rurale du Bophuthatswana, aujourd’hui intégrée à la province du Nord-Ouest. Aveugle de naissance, elle subit plusieurs interventions chirurgicales durant son enfance, ce qui lui permet de recouvrer partiellement la vue,. Sur le plan académique, elle détient plusieurs certificats et diplômes de troisième cycle, notamment un BTech en relations publique obtenu au Technikon Pretoria, un BBA de l'Université centrale du Nicaragua et un MBA de l'Université Azteca.
Hendrietta Bogopane-Zulu commence sa carrière politique comme militante sociale, en s’investissant particulièrement dans la défense des droits des personnes handicapées à travers divers forums. Elle cofonde Disabled People South Africa, l’aile jeunesse de Disabled People South Africa.
Entre 1996 et 1999, elle occupe le poste de première coordinatrice nationale du Programme de développement des femmes handicapées au sein du ministère national de la Fonction publique et de l'Administration.
Durant cette période, elle représente  également les intérêts des personnes handicapées au Conseil national du développement économique et du travail ainsi qu’à l'Autorité sud-africaine des qualifications.
Elle participe par ailleurs à la rédaction des dispositions relatives au handicap dans la loi sud-africaine sur l’équité en matière d’emploi de 1998,.

## Parcours politique

### Assemblée nationale: 1999-2009
Lors des élections générales de 1999, Hendrietta Bogopane-Zulu est élue à l’Assemblée nationale, la chambre basse du Parlement sud-africain. Elle y représente le Congrès national africain (ANC), dont elle était déjà membre au sein de la branche locale de Tshwane East.
Sa candidature figure parmi celles de cinq représentantes désignées sur la liste de l’ANC par Disabled People South Africa.
Durant son premier mandat à l’Assemblée nationale, Hendrietta Bogopane-Zulu préside le Comité mixte de suivi du Parlement sur les enfants, les jeunes et les personnes handicapées.
Lors de son second mandat, entamé après les élections générales de 2004, elle siège au Comité du portefeuille sur le développement social. Parallèlement, elle reste active au sein de l’Union mondiale des aveugles, où elle participe au sous-comité chargé de la révision constitutionnelle.

### Travaux publics: 2009-2011
Hendrietta Bogopane-Zulu est réélue à l’Assemblée nationale lors des élections générales d'avril 2009. Le 10 mai 2009, le président Jacob Zuma la nomme vice-ministre des Travaux publics, sous la tutelle du ministre Geoff Doidge.
Elle devient ainsi la première femme malvoyante à occuper un poste ministériel ou de vice-ministre en Afrique du Sud.
Elle faisait également partie des deux seuls membres du cabinet de Zuma vivant avec un handicap, aux côtés de Michael Masutha.

#### Controverse du rapport Nkandla
Durant le mandat de Hendrietta Bogopane-Zulu au ministère des Travaux publics, le département autorise une série de travaux de sécurité controversés sur la résidence privée de Nkandla, propriété du président Jacob Zuma. Ce projet, largement médiatisé, fait l’objet d’enquêtes prolongées, bien après le départ de Bogopane-Zulu et du ministre Geoff Doidge du ministère. En décembre 2013, Thulas Nxesi, successeur de Doidge, présente le rapport d’une enquête interministérielle sur ces aménagements. Ce rapport épargne Zuma de toute responsabilité, mais recommande que Doidge et Bogopane-Zulu fassent l’objet d’investigations supplémentaires pour déterminer d’éventuelles fautes professionnelles. Bogopane-Zulu nie toute implication et affirme qu’elle n’avait pas été suffisamment consultée au cours de l’enquête,.
À la même période, le Mail & Guardian obtient une version préliminaire divulguée du rapport d’une enquête distincte menée par la protectrice du citoyen, Thuli Madonsela. Selon le journal, ce rapport suggérait que Hendrietta Bogopane-Zulu avait été écartée du projet de Nkandla après avoir soulevé des questions concernant les dépenses engagées et les contrats attribués. Lorsque le rapport final de Madonsela est publié en mars 2014, il indique que Bogopane-Zulu avait participé aux discussions sur l’aménagement de la piscine controversée de Nkandla. Elle aurait soutenu son installation en invoquant un argument de «développement», affirmant que les enfants de la région pourraient y recevoir des cours de natation,.
Madonsela conclut par ailleurs qu’aucune preuve ne permettait d’étayer l’allégation selon laquelle Geoff Doidge et Bogopane-Zulu seraient intervenus dans le choix des entrepreneurs. Toutefois, le président Jacob Zuma a ensuite contredit cette conclusion, s’appuyant sur les résultats de l’enquête de Thulas Nxesi pour affirmer que des investigations supplémentaires suggéraient que Doidge et Bogopane-Zulu auraient pu exercer une «ingérence indue dans la nomination de certains entrepreneurs, fournisseurs ou prestataires de services»,.

### Au ministère depuis 2011
Le 24 octobre 2011, le président Jacob Zuma procède à un remaniement ministériel au cours duquel Hendrietta Bogopane-Zulu est nommée vice-ministre des Femmes, des Enfants et des Personnes handicapées, sous l’autorité de la ministre Lulu Xingwana,. Elle affiirme par la suite que ses priorités au sein de ce ministère concernaient principalement l'accessibilité, la lutte contre la pauvreté et les questions liées au VIH/SIDA.
À la suite des élections générales de mai 2014, Hendrietta Bogopane-Zulu entame un quatrième mandat à l’Assemblée nationale et est nommée vice-ministre du Développement social par le président Jacob Zuma, travaillant aux côtés de la ministre Bathabile Dlamini. Durant cette période, les deux responsables entretiennent des relations tendues avec le Parlement et sont critiquées pour leur absentéisme lors des réunions des commissions parlementaires.
Hendrietta Bogopane-Zulu conserve son poste de vice-ministre du Développement social sous la présidence de Cyril Ramaphosa, qui succède à Jacob Zuma, d’abord auprès de la ministre Susan Shabangu, puis sous Lindiwe Zulu. Lors des élections générales de 2019, elle figure à la 143ᵉ place sur la liste nationale de l’ANC et ne parvient pas à décrocher un siège parlementaire. Ramaphosa la maintient néanmoins dans ses fonctions en recourant à une disposition constitutionnelle qui autorise la nomination de deux vice-ministres ne siégeant pas à l’Assemblée nationale.

## Programmes et politiques
En 2016, lorsqu’elle s’adresse à la Commission des stupéfiants des Nations Unies au nom d’un bureau de l’Union africaine, Hendrietta Bogopane-Zulu plaide pour l’adoption d’une approche de réduction des risques dans la lutte contre la toxicomanie,. Cette orientation est par la suite intégrée à la politique sud-africaine à travers le plan directeur antidrogue du gouvernement. En 2020, elle reprend la parole devant l’ONU et renouvelle son appel en faveur de la réduction des risques et d’une approche «fondée sur les droits humains». Elle soutient alors que la guerre mondiale contre la drogue a échoué et plaide pour la dépénalisation de l’usage de drogues.
Hendrietta Bogopane-Zulu attire également l’attention des médias pour ses prises de position sur la la violence sexiste, un sujet qui suscite une large mobilisation en 2019 et 2020 après meurtre d'Uyinene Mrwetyana. En décembre 2019, lors de son discours d’ouverture à une conférence sur la prévention de la violence organisée à Johannesburg sous l’égide des Nations Unies, elle affirme que les femmes ne doivent pas seulement être considérées comme des «victimes», mais aussi comme des «contributrices» à ce phénomène,. Elle soutient notamment que les femmes «élèvent des garçons en colère», citant en exemple les situations où des les mères célibataires empêchent les pères d’avoir accès à leurs fils.
En août 2020, lors d’un événement organisé dans le cadre du Mois de la femme, elle déclare que certaines maladies peuvent contribuer indirectement à la violence sexiste, en particulier lorsqu’elles affectent les organes sexuels. Selon le Mail & Guardian, elle prend pour exemple le cancer du col de l'utérus : « Lorsque les femmes souffrent, suivent un traitement, et ne peuvent pas accomplir leurs devoirs conjugaux en fournissant des relations sexuelles à leur partenaire, elles se retrouvent maltraitées et violentées.» Elle détaille par la suite ce point de vue sur les réseaux sociaux, via une série de tweets.
En réaction, l’organisation Sonke Gender Justice reconnaît que le stress lié à la maladie peut générer des tensions au sein des couples, mais souligne que « les causes de la violence sexiste reposent sur des déséquilibres de pouvoir profondément enracinés dans le patriarcat, les inégalités de genre et la discrimination». Elle affirme que relier ce phénomène au cancer revient à ignorer ces causes fondamentales et risque de compromettre les efforts déployés pour lutter contre la violence sexiste dans la société sud-africaine.
Pendant la pandémie de COVID-19 en Afrique du Sud, Bogopane-Zulu dirige une «salle de guerre» au sein du ministère du Développement social, chargée de superviser la distribution des  subventions sociales. En juillet 2020, elle contracte elle-même la COVID-19.

## Scandale de népotisme
En janvier 2020, le journal City Press publie un enregistrement audio datant de 2016, dans lequel Hendrietta Bogopane-Zulu converse avec Zwidofhela Mafoko, alors employée administrative dans son cabinet et fiancée de sa nièce. Dans cet échange, Bogopane-Zulu explique qu’elle demanderait la présence de Mafoko lors de quatre voyages internationaux, afin qu’il puisse bénéficier de l’indemnité de déplacement associée et ainsi financer le le lobolo (dot) de sa nièce. Cet arrangement suscite des accusations de népotisme, mais Bogopane-Zulu nie toute illégalité, déclarant:
Je n’ai détourné aucun fonds public et je n’ai jamais conseillé ni encouragé quiconque à obtenir plus que ce que le service public autorise. Même dans l’enregistrement, c’est avant tout la mère en moi qui cherche à soutenir un jeune Sud-Africain qui tente de bien faire. J’utilise les moyens à ma disposition pour aider, sans jamais dépasser les limites. J’ai demandé: «Que puis-je faire pour aider?» et je réaffirme être une personne qui respecte pleinement les lois sud-africaines. Aider fait partie de ma nature. Quand on me sollicite, j’aide; quand on me demande conseil, je le donne si je le peux. Il est regrettable qu’une affaire aussi privée soit exposée publiquement dans les médias.

## Honneurs
En novembre 2009, Bogopane-Zulu reçoit le prix de la meilleure femme du secteur public lors des Top Women Awards à Johannesburg. En 2017, elle est distinguée par le Henry Viscardi Achievement Award en reconnaissance de son engagement en faveur des droits des personnes handicapées.

## Vie privée
Bogopane-Zulu est mariée et mère de trois filles, dont deux présentent également une déficience visuelle,. Elle donne naissance à son premier enfant alors qu’elle est encore adolescente. En janvier 2014, elle est hospitalisée pendant dix jours après s’être effondrée à son domicile.
Durant son mandat au ministère des Travaux publics, le mari de Bogopane-Zulu, Simon Zulu, occupe d’abord le poste d’assistant administratif, puis celui d’assistant personnel. En novembre 2010, le Sunday Independent rapporte qu’il fait l’objet d’une enquête pour harcèlement sexuel, à la suite d’une plainte déposée par une employée subalterne de Bogopane-Zulu. La plaignante affirme que Zulu lui envoie des SMS à caractère sexuel et la menace de licenciement si elle refuse d’avoir des relations sexuelles avec lui,. Le journal ajoute que la plainte inclut également l’allégation selon laquelle Bogopane-Zulu, informée de la situation dès juillet 2010, encourage la plaignante à «simplement être gentille avec lui et à faire comme si de rien n’était», tout en lui conseillant de documenter ses interactions avec Zulu.

## Note et Références

### Note
- (en) Cet article est partiellement ou en totalité issu de l’article de Wikipédia en anglais intitulé « Hendrietta Bogopane-Zulu » (voir la liste des auteurs).